# Flakensee
Der Flakensee ist ein östlich von Berlin gelegenes Binnengewässer im Landkreis Oder-Spree, Brandenburg. Er ist Bestandteil der Bundeswasserstraße Rüdersdorfer Gewässer (RüG) mit der Wasserstraßenklasse III, über die vor allem Zement aus dem Zementwerk Rüdersdorf nach Berlin und Polen transportiert wird. Zuständig für die Bundeswasserstraße ist das Wasserstraßen- und Schifffahrtsamt Spree-Havel.

## Name
Die erste schriftliche Erwähnung schreibt den Namen des Flakensees noch als Wlokene (1247). Dieser stammt aus dem altpolabischen und bedeutet 'Ort, wo etwas gezogen wird' (vgl. altpolabisch *vlok ='Schleppnetz').

## Geographie
Der Flakensee hat seinen Zufluss von Norden vom Kalksee über das Kalkfließ und im Südosten über die Löcknitz, einer sonstigen Binnenwasserstraße des Bundes. Seinen Abfluss hat er nach Südwesten über das Flakenfließ durch Erkner zum Dämeritzsee. Am Südende des Kalkfließes befindet sich die Schleuse Woltersdorf mit einer Fallhöhe von 2,10 Meter. Im Norden des Flakensees liegt die Gemeinde Woltersdorf, im Süden die Stadt Erkner.
Durch den Schwarzen Stubben im Osten und den Springeberg im Westen wird der See in eine nördliche und eine südliche Hälfte geteilt. Die nördliche Hälfte wird seit dem Mittelalter Enger Flaken und die südliche Weiter Flaken genannt. Im Nordwesten liegt außerdem die Lange Bucht zwischen Werder im Osten und Eichberg im Westen.

## Geschichte
Der Flakensee wird 1247 erstmals erwähnt in einer Urkunde über die Grenzen des Barnim-Besitzes des Klosters Zinna. Er bildete die Grenze zwischen dem Klosterland um Rüdersdorf und dem Burgamt Köpenick. Der See gehörte den Markgrafen und späteren Kurfürsten von Brandenburg. Seit der Entstehung der ersten Brandenburger Kreise um 1450 bildete der Flakensee bis 1817 die natürliche südliche Grenze zwischen dem Oberbarnim und dem Niederbarnim. 1912 wurde sein nördlicher Teil nach Woltersdorf eingemeindet.

## Nutzung
Außer für den Schiffsverkehr wird das 67 Hektar große und maximal 8 Meter tiefe Gewässer vor allem für den Wassersport und als Badesee genutzt.